# Dominion de Nouvelle-Zélande
1907–1947
Entités précédentes :
- Colonie de Nouvelle-Zélande

Entités suivantes :
- Nouvelle-Zélande
- Îles Cook
- Niue

Le dominion de Nouvelle-Zélande (en anglais : Dominion of New Zealand) est un dominion de l'Empire britannique qui a existé de 1907 à 1947, succédant à la colonie de Nouvelle-Zélande.

## Histoire

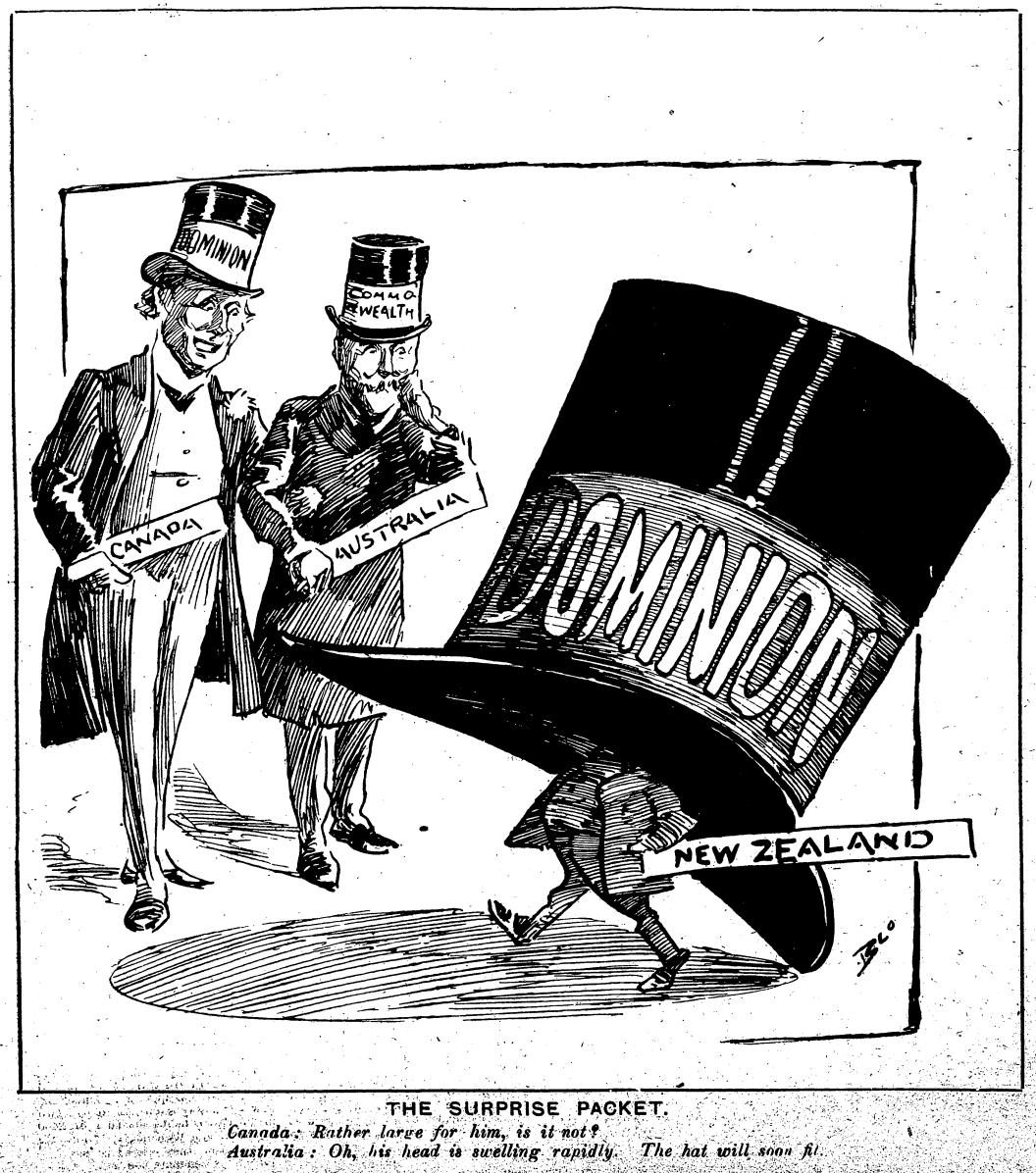
Le New Zealand Observer (1907) représente le Premier ministre néo-zélandais Sir Joseph Ward sous les traits d'un nain prétentieux coiffé d'un imposant haut-de-forme estampillé Dominion.

La Nouvelle-Zélande devient une colonie distincte de la Couronne britannique en 1841 et est dotée d'un gouvernement autonome en 1852. La colonie de Nouvelle-Zélande choisit de ne pas adhérer à la fédération de l'Australie et devient un dominion le 26 septembre 1907, par proclamation du roi Édouard VII. L'accès au statut de dominion marque l'indépendance de la Nouvelle-Zélande, bien que le Royaume-Uni garde dans un premier temps une souveraineté partielle sur ses anciennes colonies ayant acquis ce statut. Il faut attendre 1931 pour voir la souveraineté complète accordée aux dominions.
En 1907, la Nouvelle-Zélande compte un peu moins d'un million d'habitants, et les grandes villes comme Auckland et Wellington se développent rapidement. Le dominion de Nouvelle-Zélande permet au gouvernement britannique de façonner sa politique étrangère. Lors de la Première Guerre mondiale, la Nouvelle-Zélande entre automatiquement en guerre au côté de la Grande-Bretagne en tant que membre de l'Empire britannique. Les conférences impériales de 1923 et 1926 décident que la Nouvelle-Zélande doit être autorisée à négocier ses propres traités politiques, et le premier traité commercial est ratifié en 1928 avec le Japon. Lorsque la Seconde Guerre mondiale éclate en 1939, le gouvernement néo-zélandais prend la décision de déclarer la guerre à l'Allemagne de son propre chef.
Le dominion de Nouvelle-Zélande est réputé avoir pris fin avec la promulgation de la loi d'adoption du statut de Westminster, votée le 25 novembre 1947 par le Parlement. Néanmoins, la proclamation royale de 1907 ayant établi le dominion n'a jamais été révoquée et reste officiellement toujours en vigueur,. Le terme « dominion » subsiste ainsi dans des noms de sociétés, d'entreprises et d'institutions (comme le musée du Dominion qui n'a été rebaptisé « musée national » qu'en 1972). Un autre usage persiste dans le titre du journal The Dominion Post (anciennement The Dominion).